# 조예진 (레이싱 모델)
조예진(1986년 11월 12일 ~ )은 대한민국의 레이싱 모델이다. 키 170 체중 49

## 경력

### 레이싱모델 경력
- 2015년 - 부산 스포츠 레저 아웃도어 위크 레이싱모델
- 2014년 - 서울오토살롱 오토램프 레이싱모델
- 2013년 - 서울모터쇼 슈퍼GT 모델
- 2012년 - 코리아스피드페스티벌 현대모비스 레이싱모델
- 2011년 - F1 코리아 그랑프리 그리드걸
- 2011년 - 서울모터쇼 렉서스 모델
- 2011년 - 티빙 슈퍼레이스 챔피언십 레이싱모델
- 2011년 - 코리아스피드페스티벌 쉘 모델
- 2010년 - 지스타 블리자드 모델